# Xã Fall River, Quận Greenwood, Kansas
Xã Fall River (tiếng Anh: Fall River Township) là một xã thuộc quận Greenwood, tiểu bang Kansas, Hoa Kỳ. Năm 2010, dân số của xã này là 206 người.